# 튜브 (수영)

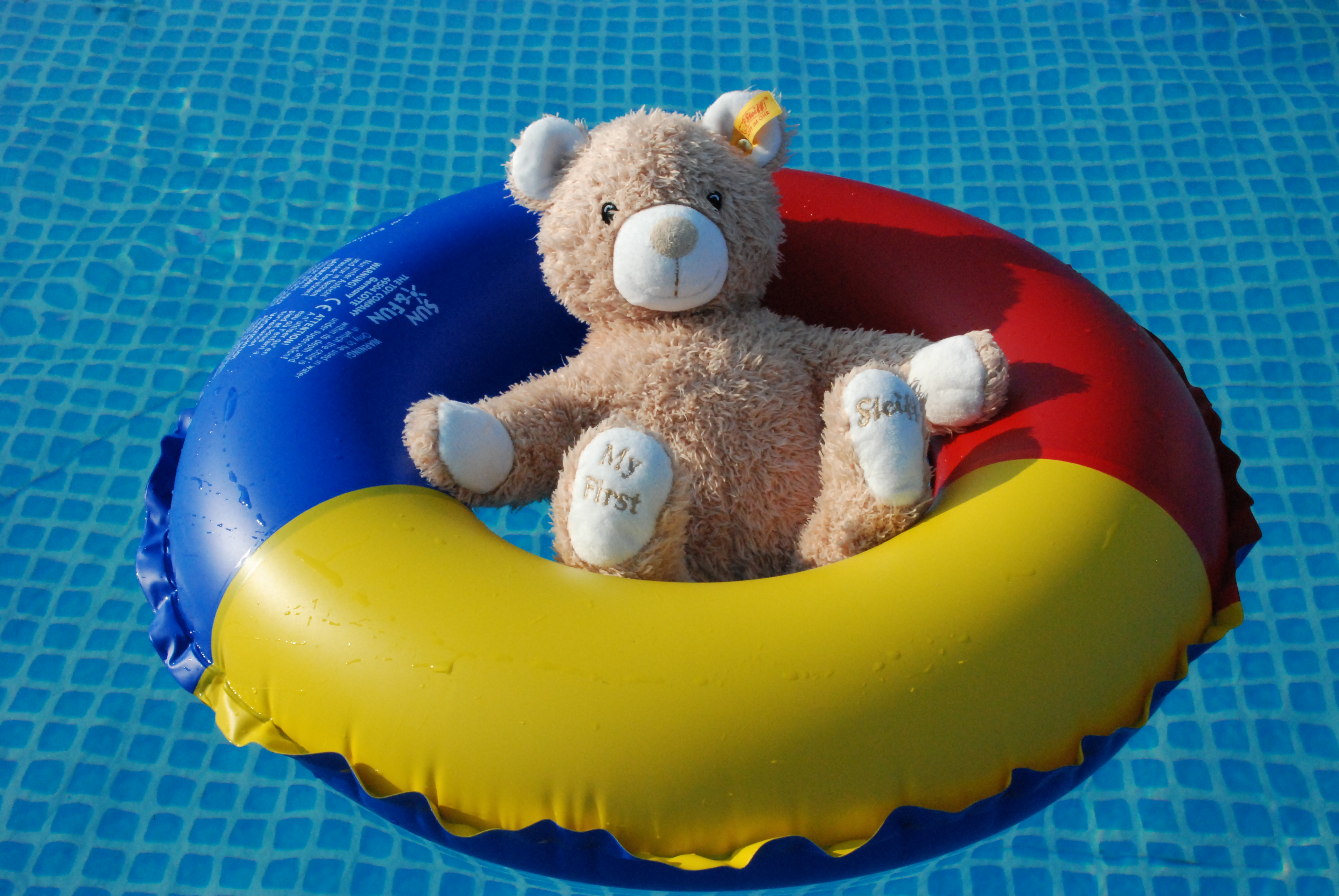
튜브

물놀이용 튜브(문화어: 뜰주머니)는 토로이드 모양의 부풀릴 수 있는 장난감이다. 물놀이 튜브는 타이어의 튜브에서 유래하였다. 워터 파크에서는 워터 슬라이드에서 사람이 그 위에 타는 용도로 쓰인다. 물놀이 튜브의 일부는 한 명 이상이 편안히 탈 수 있도록 2개나 4개의 구멍을 가지고 있다.

## 같이 보기
- 해변
- 구명부환
- 개인구명동의